# Puente del Arenal (Córdoba)
El puente del Arenal es un puente sobre el río Guadalquivir situado en Córdoba (España). Obra de los ingenieros José Antonio Fernández Ordóñez y Julio Martínez Calzón, fue construido en 1993 por la empresa constructora Dragados y Construcciones S.A. con un presupuesto de 852 300 000 pesetas. En el momento de su construcción fue el tercer puente construido en Córdoba sobre el Guadalquivir.
Con sus 220 metros de longitud y 21,5 metros de anchura une el barrio de Miraflores con el barrio del Arenal.

## Incendio
El 7 de agosto de 2013, el puente sufrió daños en uno de sus pilares como consecuencia de un incendio en la vegetación de la isleta sobre la que dicho pilar se apoya. Tras el incendio el puente se cerró al tráfico. El 5 de septiembre, casi un mes después del incendio, se realizaron pruebas de carga sobre el puente para comprobar la estabilidad de la estructura tras lo cual, al día siguiente, fueron abiertos al tráfico los dos carriles interiores excepto para vehículos de gran tonelaje. El 13 de septiembre se abrieron al tráfico los cuatro carriles del puente.
Según el informe de la Policía Científica de Córdoba el incendio del puente fue provocado.